# Taklift 7 (schip, 1976)

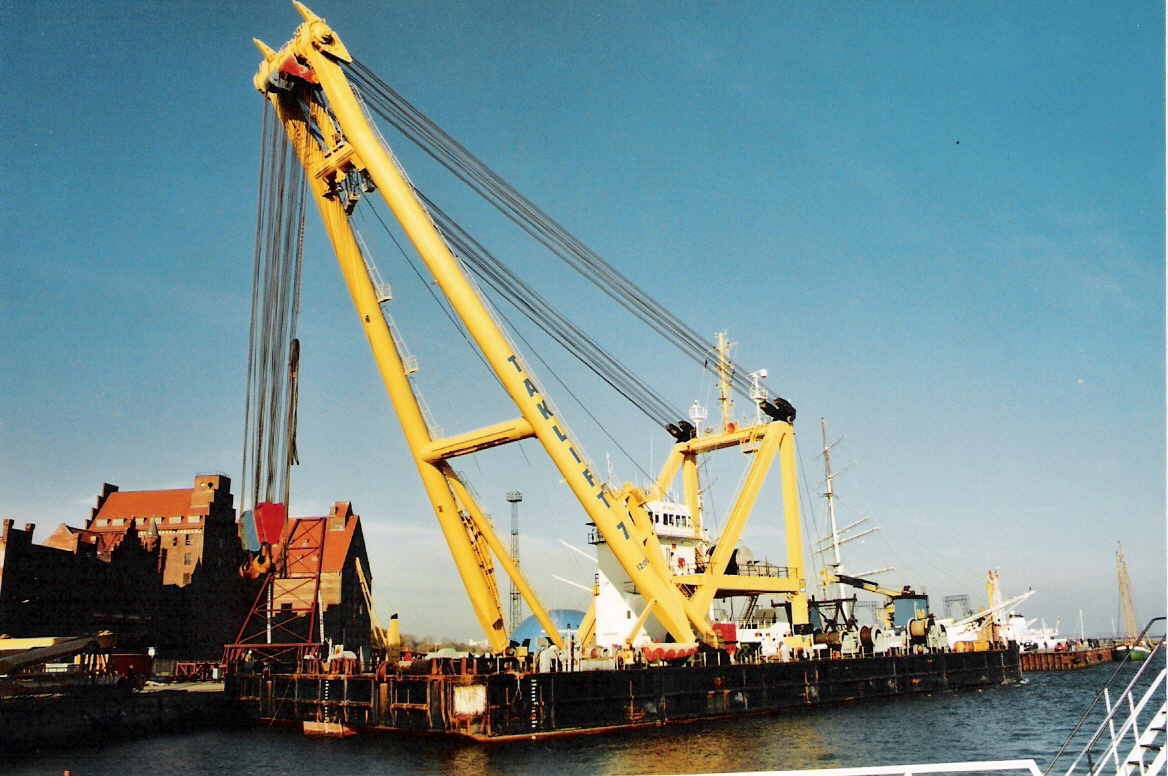
De Taklift 7

Taklift 7 is een drijvende bok van de divisie Transport & Heavy Lift van het Nederlandse bedrijf Smit Internationale. Het schip staat geregistreerd in Rotterdam.
Het schip is gebouwd bij de werf Howaldtswerke-Deutsche Werft A.G. in Kiel en in 1987 in eigendom van Smit Internationale gekomen. Het schip is ongeveer 72,5 meter lang, 30,5 meter breed en heeft een minimale diepgang van 2,5 m en een hoogte van 40 m. De kraan kan in de hoogste positie 68 meter hoog worden. Het schip biedt ruimte aan 36 personen.
De bok heeft een hefvermogen van 1.200 ton, terwijl een massa van 1.600 ton gehesen kan worden tot op de waterlijn met behulp van de op het dek aanwezige lieren. De Taklift 7 is in 2017 overgenomen door de firma Bonn en Mees.